# Modogo Abarambwa
Modogo Abarambwa, est un artiste, musicien et chanteur congolais reconnu pour son style musical dynamique enraciné dans la rumba congolaise. Ancien membre du groupe emblématique Quartier Latin International dirigé par Koffi Olomide, il évolue aujourd’hui en tant qu’artiste solo, principalement basé à Paris, où il continue d’enrichir la scène musicale africaine par ses créations originales.

## Biographie
Modogo Abarambwa, est originaire de la République démocratique du Congo, où il a commencé très tôt une carrière musicale qui lui a permis de rejoindre des formations prestigieuses comme Quartier Latin International, un groupe fondé et dirigé par le célèbre Koffi Olomide. Cette expérience lui a offert une solide formation artistique et une visibilité importante sur la scène musicale congolaise et internationale.
Après plusieurs années au sein de Quartier Latin, Modogo a également été membre du groupe Académia, renforçant son expérience et sa notoriété dans la musique congolaise. Sa compétence en tant que chanteur et musicien lui a permis d’acquérir une reconnaissance durable parmi les amateurs de musique africaine, en particulier dans la rumba congolaise.
En parallèle à ses activités de groupe, Modogo s’est développé en solo avec la sortie de son premier album intitulé Envie, sorti en 2007, qui témoigne de son énergie et de son originalité comme artiste indépendant. Basé aujourd’hui à Paris, il continue à travailler sur sa musique et à produire des vidéos dédicaces reflétant sa créativité et son engagement artistique.radiookapi.

## Carrière artistique
Modogo Abarambwa s’est imposé dans le paysage musical africain en tant que membre du célèbre groupe Quartier Latin International, un des groupes les plus influents de la rumba congolaise, sous la direction de Koffi Olomide. Cette expérience lui a permis de se forger une solide base dans le domaine de la musique populaire africaine et d’acquérir une audience importante,.
En 2007, il publie son album solo Envie, qui est une affirmation de son style personnel et de sa volonté de s’imposer en tant qu’artiste indépendant. Sa musique se caractérise par un retour aux sources de la rumba congolaise, mêlant tradition et modernité, ainsi qu’une production où la performance live joue un rôle crucial.
Modogo est également connu pour sa collaboration avec Alain Mabanckou et d’autres artistes dans le projet musical Black Bazar, une initiative visant à renouer avec la rumba traditionnelle et à mettre en valeur la culture congolaise à travers une musique authentique et sincère. Cette collaboration souligne son engagement à valoriser la musique africaine dans un contexte international,.
Aujourd’hui, Modogo Abarambwa continue d’évoluer dans le milieu musical, en solo depuis Paris, livrant des concerts et produisant des œuvres qui célèbrent la musique congolaise et africaine dans son ensemble.

## Collaborations
- 1998 : Likombé feat. Koffi Olomidé
- 2003 : Calvaire feat. Koffi Olomidé
- 2008 : Regret d'amour feat. Mirage Supersonic
- 2008 : Mi amor feat. Laetitia mélodie
- 2019 : Mon Dodo feat. Luciana Demingongo

## Discographie
- 2005 : Mortel combat en duo avec son frère Alain Mpela (Album)
- 2008 : Vice de procédure (Album)
- 2016 : Quingain ngain (Single)
- 2019 : Mon dodo (Single)(avec Luciana demingongo)
- 2019 : Ndombolo dab (Single)
- 2019 : Bokoko (Single)
- 2025 : Debout Congolais (Single)

## Clips en DVD
- 2005 : Mortel combat en duo avec son frère Alain Mpela
- 2008 : Vice de procédure
- 2016 : Quingain Ngain